# Fortunata Raggio
Fortunata Raggio foi um navio a vapor italiano utilizado para a travessia Itália-Brasil, trazendo a bordo grande número de imigrantes que buscavam trabalho no Brasil durante o período da Grande Imigração entre 1880-1900.

## História
Pertenceu à armadora Società Italiana di Transporti Marittimi Raggio & Co, fundada a 6 de fevereiro de 1882 pelos irmãos Carlo, Edilio e Armando Raggio, em Gênova. Seus primeiros navios foram dois pequenos, de 295 toneladas, o Risveglio e o Persevero, além do Iniziativa, de 2.200 toneladas. Depois, foram vendidos, a companhia quase faliu e os irmãos constituíram outra sociedade.
Construído em 1883 pelo armador britânico Mr. D.P. Garbutt, no estaleiro da cidade de Hull, na Inglaterra, foi lançado com o nome de Bell Rock. Com dimensões de 103,8 m x 12,8 m x 8,5 m e 3.348 toneladas, era equipado com motor de 266/Nhp de expansão tripla. Tinha capacidade para transportar 1.815 passageiros. 
Foi vendido em 1887 para a Societá Italiana di Trasporti Marittimi Raggio & Co. e renomeado Fortunata Raggio, em homenagem à matriarca da família. Após onze anos, em 1898 foi adquirido pela Società Anonima Ilva, de Gênova e, mais uma vez rebatizado, com o nome de SS Fortunata. 
Foi torpedeado em em 30 de abril de 1917 durante a Primeira Guerra Mundial pelo submarino alemão U-62, comandado pelo capitão Ernst Hashagen, e afundou a cerca de 130 milhas a oeste das Blaskets Islands, próximo a Fastnet Rock, costa da Irlanda.